# Shadi Shaban
Shadi Shaban (شادي شعبان, n. Acre, Israel, 4 de marzo de 1992) es un futbolista israelí que se desempeña como volante en el Club Deportivo Bandera de las Quemas, Los Muermos, Asociación Los Muermos (ANFA).

## Clubes
| Club                      | País      | Año           |
| ------------------------- | --------- | ------------- |
| Maccabi Haifa             | Israel    | 2010 - 2013   |
| Hapoel Nir Ramat HaSharon | Israel    | 2012          |
| Hapoel Bnei Lod           | Israel    | 2012 - 2013   |
| Hapoel Acre               | Israel    | 2013 - 2015   |
| Ahli Al-Khaleel           | Palestina | 2016          |
| Palestino                 | Chile     | 2016          |
| Ahli Al-Khaleel           | Palestina | 2017 - 2020   |
| Daburiyya                 | Israel    | 2020          |
| Hapoel Kafr Kanna         | Israel    | 2020-presente |